# Wallwitz (Petersberg)

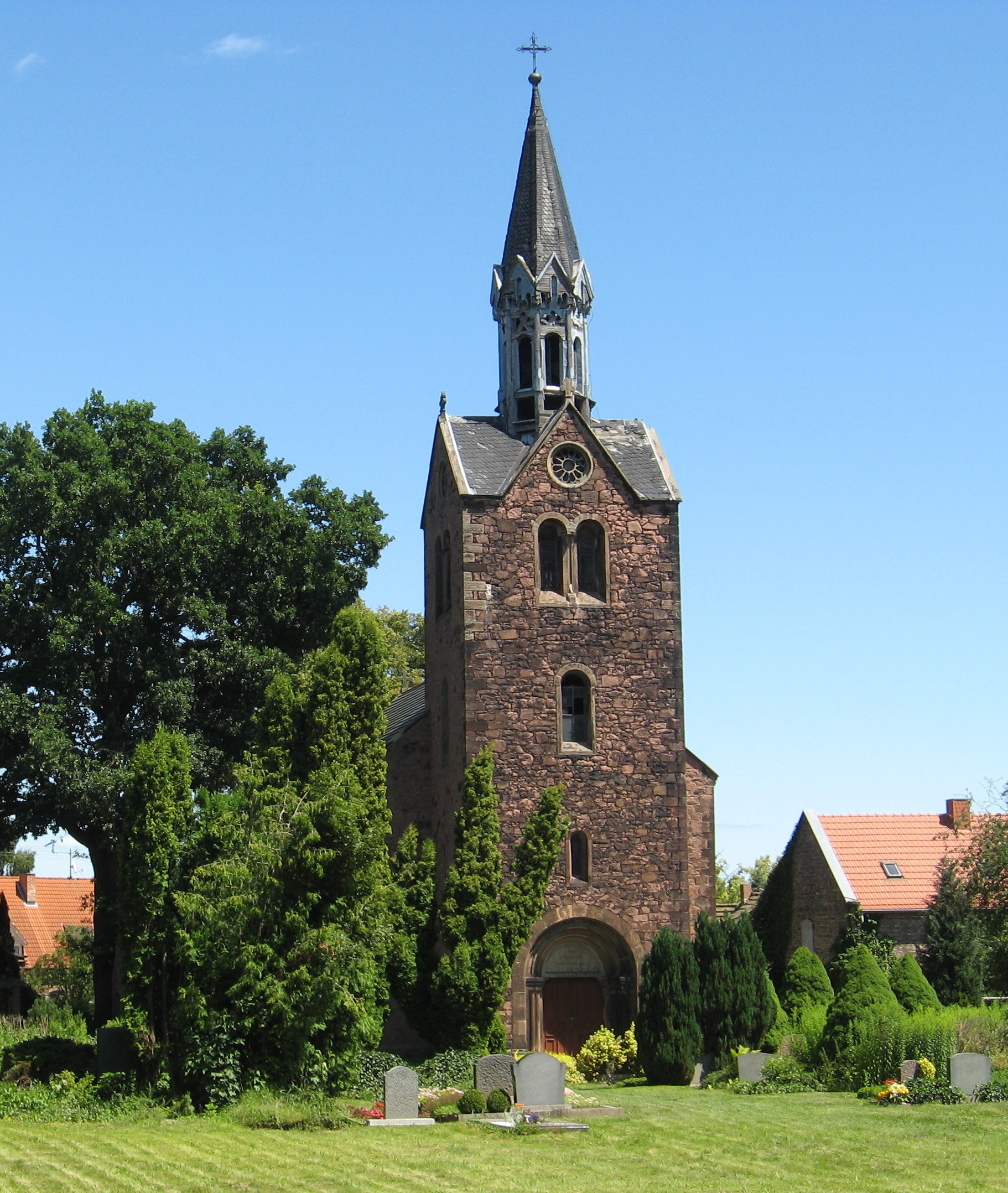
Kirche in Wallwitz

Wallwitz ist eine Ortschaft der Gemeinde Petersberg im Saalekreis in Sachsen-Anhalt. In Wallwitz leben 1139 Einwohner (Stand: 30. Juni 2005).

## Geografie
Wallwitz liegt nördlich von Halle (Saale) auf einer Höhe von 121 m ü. NN, unmittelbar nördlich der Bundesstraße 6 von Halle (Saale) nach Könnern. Durch die Ortschaft fließt die Götsche.

## Ortsgliederung
Zur Ortschaft Wallwitz gehören folgende Ortsteile:
- Wallwitz
- Dachritz
- Merkewitz
- Sylbitz
- Trebitz
- Westewitz

## Geschichte
Die Ortsteile der Ortschaft Wallwitz gehörten kirchlich bis auf Sylbitz, das eine eigene Mutterkirche hatte, zum Kirchspiel Petersberg. Politisch gehörten die Orte ursprünglich bis auf Westewitz, das eine kursächsische Exklave bildete, zum Saalkreis des Erzstifts Magdeburg.
Für die Orte sind folgende politische Zugehörigkeiten bis ins 19. Jahrhundert nachweisbar
| Ort       | Staat                                                       | Kreis           | Amtszugehörigkeit                                        |
| --------- | ----------------------------------------------------------- | --------------- | -------------------------------------------------------- |
| Dachritz  | Erzstift Magdeburg, ab 1680 preußisches Herzogtum Magdeburg | Saalkreis       | adliger Ort                                              |
| Merkewitz | Erzstift Magdeburg, ab 1680 preußisches Herzogtum Magdeburg | Saalkreis       | adliger Ort                                              |
| Sylbitz   | Erzstift Magdeburg, ab 1680 preußisches Herzogtum Magdeburg | Saalkreis       | Amt Wettin                                               |
| Trebitz   | Erzstift Magdeburg, ab 1680 preußisches Herzogtum Magdeburg | Saalkreis       | Amt Wettin                                               |
| Wallwitz  | Erzstift Magdeburg, ab 1680 preußisches Herzogtum Magdeburg | Saalkreis       | Domkapitel zu Magdeburg                                  |
| Westewitz | Kurfürstentum Sachsen, ab 1806 Königreich Sachsen           | Leipziger Kreis | Exklave des Amts Delitzsch, zum Rittergut Ostrau gehörig |

Durch die Angliederung des Erzstifts Magdeburg an Preußen gehörten Wallwitz, Dachritz, Merkewitz, Sylbitz und Trebitz ab 1680 zum brandenburg-preußischen Herzogtum Magdeburg. Westewitz bildete mit dem benachbarten Frößnitz seit dem 1697 erfolgten Verkauf des Amts Petersberg an Brandenburg-Preußen eine kursächsische Exklave im preußischen Saalkreis. Sie blieben jedoch weiterhin dem nun preußischen Amt Petersberg zinsverpflichtet.
Mit dem Frieden von Tilsit wurden Wallwitz, Dachritz, Merkewitz, Sylbitz und Trebitz im Jahr 1807 dem Königreich Westphalen angegliedert und dem Distrikt Halle im Departement der Saale zugeordnet. Sie gehörten zum Kanton Wettin. Nach der Niederlage Napoleons und dem Ende des Königreichs Westphalen befreiten die verbündeten Gegner Napoleons Anfang Oktober 1813 den Saalkreis.
Bei der politischen Neuordnung nach dem Wiener Kongress 1815 wurden die fünf preußischen Orte Wallwitz, Dachritz, Merkewitz, Sylbitz und Trebitz und der vom Königreich Sachsen abgetretene Ort Westewitz im Jahr 1816 dem Regierungsbezirk Merseburg der preußischen Provinz Sachsen angeschlossen und dem Saalkreis zugeordnet.
Am 1. Oktober 1938 erfolgte die Eingemeindung der Orte Westewitz, Dachritz, Merkewitz, Sylbitz und Trebitz nach Wallwitz. Zu einer Namensänderung kam es am 1. Januar 1998, als sich die ehemalige Gemeinde von Wallwitz in Wallwitz (Saalkreis) umbenannte.
Während der DDR-Zeit war die LPG „August Bebel“ aus Wallwitz ein Vorzeigebetrieb für intensive Geflügelproduktion, in dem auch geforscht wurde. Im Film Flora, Jolanthe und viertausend Hühner wird aus der LPG berichtet.
Seit dem 1. Juli 2006 war Wallwitz ein Ortsteil der neugebildeten Gemeinde Götschetal. Seit dem 1. Januar 2010 gehört Wallwitz zur Einheitsgemeinde Petersberg.

## Gedenkstätten
Vor dem ehemaligen Gemeindeamt erinnert ein Gedenkstein an den KPD-Vorsitzenden Ernst Thälmann.

## Politik

### Bürgermeister
Ehrenamtliche Bürgermeister ist Tino Schaaf (parteilos) (seit 30. April 2020).

### Wappen
Blasonierung: „In Blau, überhöht von einem gestürzten goldenen Doppelsparren, zwei aufrechte einander zugewandte silberne Eichenzweige mit je drei Blättern und zwei goldenen Früchten, zwischen den unteren, zur Mitte gekehrten Blättern ein sinkender goldener Apfel mit Stiel.“
Das Wappen wurde vom Kommunalheraldiker Frank Jung gestaltet.

## Verkehr
Die Bundesautobahn 14, die von Leipzig nach Magdeburg führt, liegt südlich vom Wallwitz. Der Ort besitzt Bahnanschluss an der Bahnstrecke Halle–Halberstadt und war bis 1971 Ausgangspunkt der Kleinbahn Wallwitz–Wettin.

## Mit Wallwitz verbundene Persönlichkeiten
- Bernhard Michel (* 1939), Maler und Grafiker, lebt seit 1997 im Ort